# Olympische Winterspiele 1994/Teilnehmer (Jamaika)
| Gelbes Symbol für Goldmedaillen mit stilisierten Olympischen Ringen | Graues Symbol für Silbermedaillen mit stilisierten Olympischen Ringen | Braundes Symbol für Bronzemedaillen mit stilisierten Olympischen Ringen |
| ------------------------------------------------------------------- | --------------------------------------------------------------------- | ----------------------------------------------------------------------- |
| —                                                                   | —                                                                     | —                                                                       |

Jamaika nahm an den Olympischen Winterspielen 1994 im norwegischen Lillehammer mit vier Athleten teil.
Es war die dritte Teilnahme Jamaikas an Olympischen Winterspielen.
Einzige Starter des Landes waren, wie schon bei den beiden vorangegangenen Teilnahmen, die Mitglieder der jamaikanischen Bobmannschaft. Der Viererbob übertraf dieses Mal die Erwartungen und belegte den 14. Platz. Der Zweierbob schied jedoch im vierten Durchgang aus.

## Teilnehmer nach Sportarten

### Bob
| Athleten                                              | Wettbewerb | Lauf 1  | Lauf 1 | Lauf 2  | Lauf 2 | Lauf 3  | Lauf 3 | Lauf 4  | Lauf 4 | Gesamt      | Gesamt |
| Athleten                                              | Wettbewerb | Zeit    | Rang   | Zeit    | Rang   | Zeit    | Rang   | Zeit    | Rang   | Zeit        | Rang   |
| ----------------------------------------------------- | ---------- | ------- | ------ | ------- | ------ | ------- | ------ | ------- | ------ | ----------- | ------ |
| Männer                                                |            |         |        |         |        |         |        |         |        |             |        |
| Dudley Stokes Wayne Thomas                            | Zweierbob  | 53,59 s | 25     | 53,81 s | 24     | 53,76 s | 24     | DQ      | DQ     | DQ          | DQ     |
| Dudley Stokes Winston Watts Chris Stokes Wayne Thomas | Viererbob  | 52,50 s | 18     | 52,56 s | 18     | 52,39 s | 10     | 52,51 s | 10     | 3:29,96 min | 14     |